# سفيري دايسن
سفيري دايسن (بالنرويجية البوكمول: Sverre Diesen)‏ هو عسكري نرويجي، ولد في 18 نوفمبر 1949 في أوسلو في النرويج.